# Peremoha, Cerneahiv
Peremoha (în ucraineană Перемога) este un sat în comuna Vilsk din raionul Cerneahiv, regiunea Jîtomîr, Ucraina.

## Demografie
Componența lingvistică a localității Peremoha
     Ucraineană (100%)
Conform recensământului din 2001, toată populația localității Peremoha era vorbitoare de ucraineană (100%).